# 参照 (書誌学)

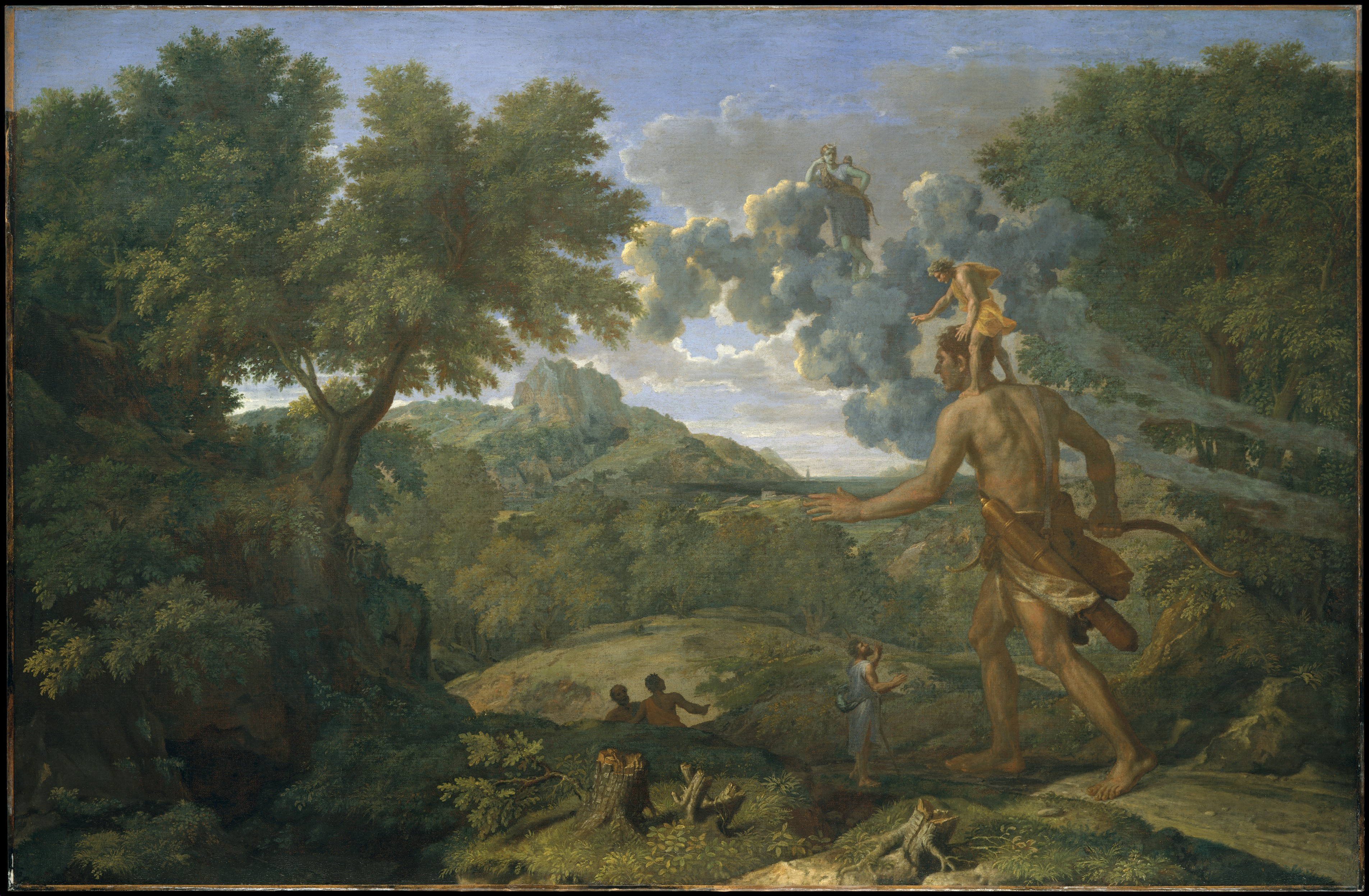
オーリーオーンの肩に乗るケーダリオーン（右上）（プッサン、1658年）
ニュートンは「巨人の肩の上に乗る」ことの重要性を説いた。「巨人」は偉大な先人の喩えである。

書誌学における参照（さんしょう、英語: citation）とは、記事に参考文献の書誌情報を添えること。記事の信頼性の向上や引用の出どころの明示を目的に、学術論文や総説、専門書、オープンソースの百科事典などで行われる。

## 目的

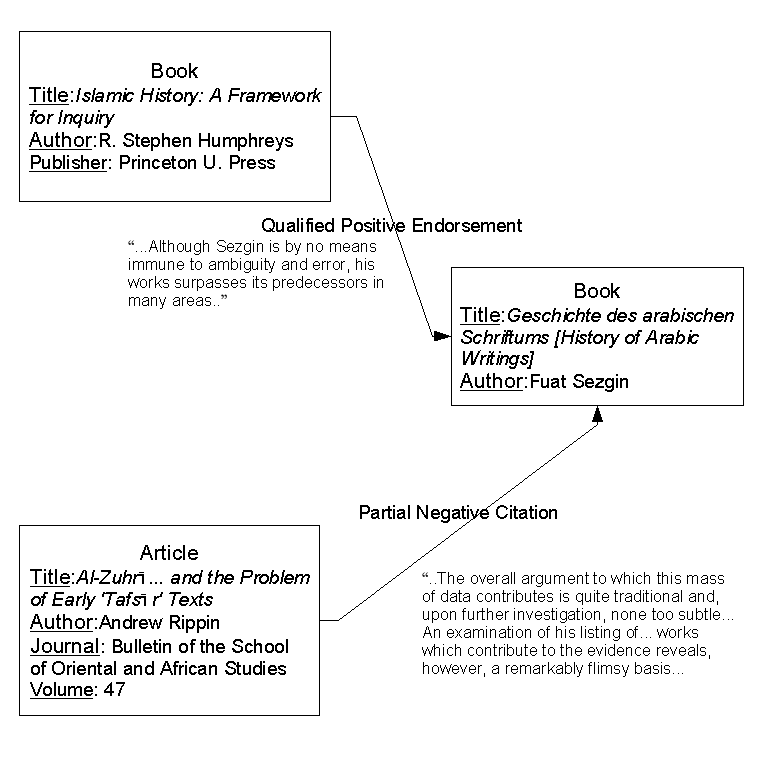
引用 / 典拠の関係を示したテキストマップ

参照の目的は、論拠の提示による記事の信頼性の向上や、引用を行った場合の要件たる出どころの明示である。記事の導入や考察、解説においては、過去の背景や経緯の説明が必要となる。この説明の論拠として、権威ある先行文献の書誌情報を添えることで、解説の説得力や信頼性を高めることができる。転載の意味での引用に関しては、著作権法において出どころの明示が要件とされていることもあるが、出どころを明示しない引用は、他の論を自らの論として発表する「剽窃（盗作）」と捉えられかねず、これを避けるためにも引用を行った場合は参照が必要となる。

## 種類
かつては各箇所の本文中で、書誌情報が全て記載されていた（筆頭著者姓名、共著者姓名（発行年）「表題」『誌名』発行者名、巻(号): 頁-頁などといった、長い長い書誌情報を括弧で添えたりすると、このようにとても邪魔である）。しかし、上述のように読みやすさに難を生じやすく、19世紀にエドワーズ・ローレンス・マークによって記事末尾に書誌節を設けて書誌情報を集約するハーバード方式が考案され、以来、書誌情報を本文中に記載する方式はほとんど採用されなくなっている。
以後採用されている参照方式は、脚注法、著者姓・発行年方式、著者姓・ページ方式、アルファベット番号方式、参照順方式の5種類である。中でも著者姓・発行年方式と参照順方式は強い支持を得ている。前者は生物学雑誌編集者協議会 (CBE) やアメリカ心理学会 (APA) 、後者は米国国立医学図書館 (NLM) である。

## 学術論文の参照・引用

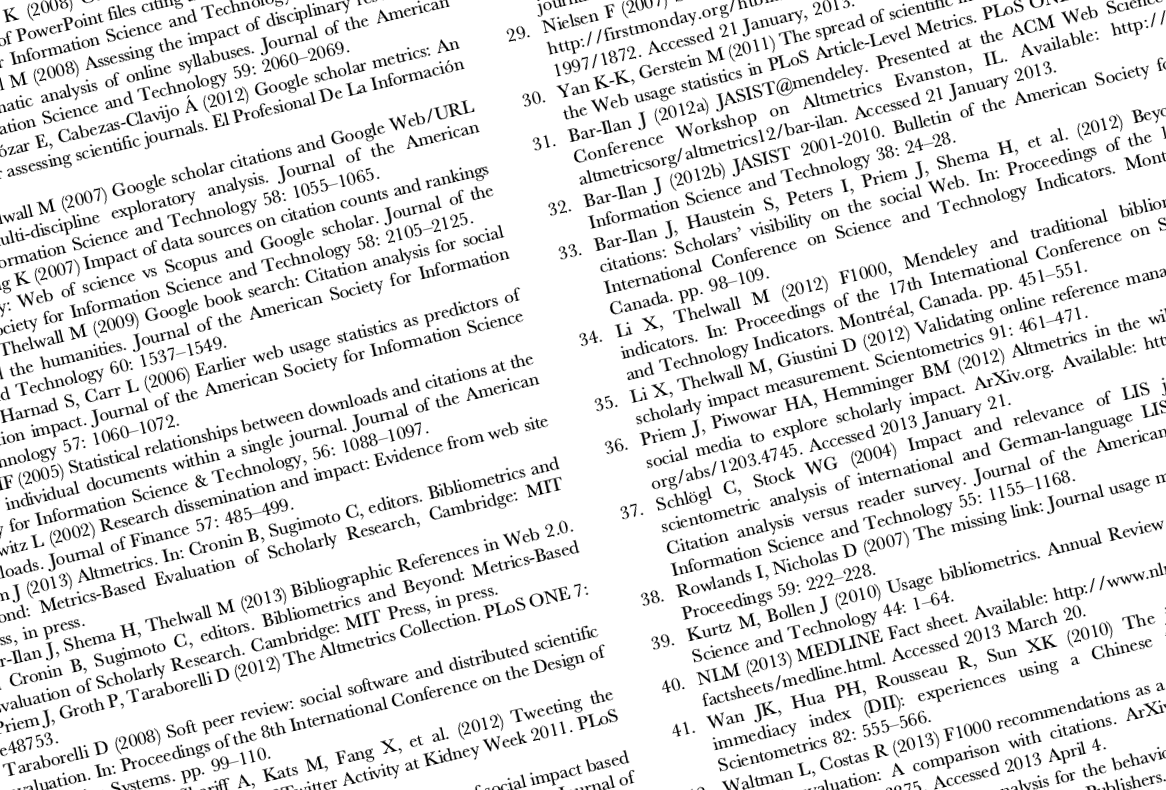
学術論文に記載された参考文献のリスト